# Chloachne
Chloachne es un género de plantas herbáceas de la familia de las poáceas. Es originario de África tropical.

## Especies
- Chloachne oplismenoides (Hack.) Robyns
- Chloachne secunda Stapf